# Synagoga Wielka w Borysowie
Synagoga Wielka w Borysowie (biał. Вялікая сінагога ў Барысаве) – jedna z trzynastu żydowskich bóżnic istniejących w Borysowie do przełomu XIX wiek i XX wieku.
Powstała jako jednopiętrowy murowany budynek ze spadzistym dachem i wysokimi półkolistymi oknami. Po 1917 została odebrana wspólnocie żydowskiej. W 1962 przeszła gruntowną rekonstrukcję.